# Lötzbeuren
Lötzbeuren là một đô thị ở huyện Bernkastel-Wittlich, trong bang Rheinland-Pfalz, Đô thị Lötzbeuren có diện tích 10,20 km², dân số thời điểm ngày 31 tháng 12 năm 2006 là 499 người.